# Cornelis van Steenis
Cornelis Gijsbert Gerrit Jan van Steenis (Utrecht, 31 oktober 1901 - 14 mei 1986) was een Nederlandse botanicus. Hij volgde de middelbare school in Utrecht van 1915 tot 1920 en grondlegger en directeur van de stichting Flora Malesiana. 

## Levensloop
Van Steenis werd in 1922 de tweede bondsvoorzitter van de in 1920 opgerichte Nederlandse Jeugdbond voor Natuurstudie. In 1925 behaalde hij zijn doctoraal aan de Rijksuniversiteit Utrecht en in 1927 behaalde hij aan dezelfde universiteit een doctorstitel.
Van 1927 tot 1946 was van Steenis als botanicus actief bij het herbarium van 's Lands Plantentuin te Buitenzorg op Java. Van 1935 tot 1942 was hij co-redacteur van De Tropische Natuur, het blad van de Nederlandsch-Indische Natuurhistorische Vereeniging. Van 1946 tot 1949 was hij actief in Nederland waar hij zich bezighield met de organisatie van Flora Malesiana, een beschrijving van de flora van de Malesische regio (Indonesië, Maleisië, de Filipijnen, Nieuw-Guinea, Singapore en Brunei). Van december 1949 tot november 1950 verbleef hij andermaal in Bogor (voormalig Buitenzorg). Van 1950 tot zijn dood in 1986 was hij directeur van de Flora Malesiana Foundation. In 1951 werd hij benoemd tot hoogleraar in de tropische botanie en plantengeografie namens het Koninklijk Instituut voor de Tropen in Amsterdam. Vanaf 1953 was hij tevens hoogleraar in deze vakken aan de Rijksuniversiteit Leiden. Van 1962 tot 1972 was hij hoogleraar-directeur van het Rijksherbarium in Nederland als opvolger van Herman Johannes Lam, waarna van Steenis zelf in deze functie werd opgevolgd door Kees Kalkman.
Van Steenis schreef vele publicaties over de flora van de Malesische regio, onder andere met betrekking tot taxonomie en plantengeografie. Naast zijn expedities in de Malesische regio, ondernam hij ook tochten naar Australië en Nieuw-Zeeland. Op 5 juni 1950 werd hij corresponderend lid van de Koninklijke Nederlandse Akademie van Wetenschappen, maar hij hield zijn lidmaatschap op 1 december 1950 al voor gezien. Ook was hij corresponderend lid van de Botanical Society of America.
Het van Steenisgebouw van de Universiteit Leiden, het plantengeslacht Steenisia en de Cornelis van Steenishof (een straat in Oegstgeest) zijn naar hem vernoemd.